# 사람의 타락

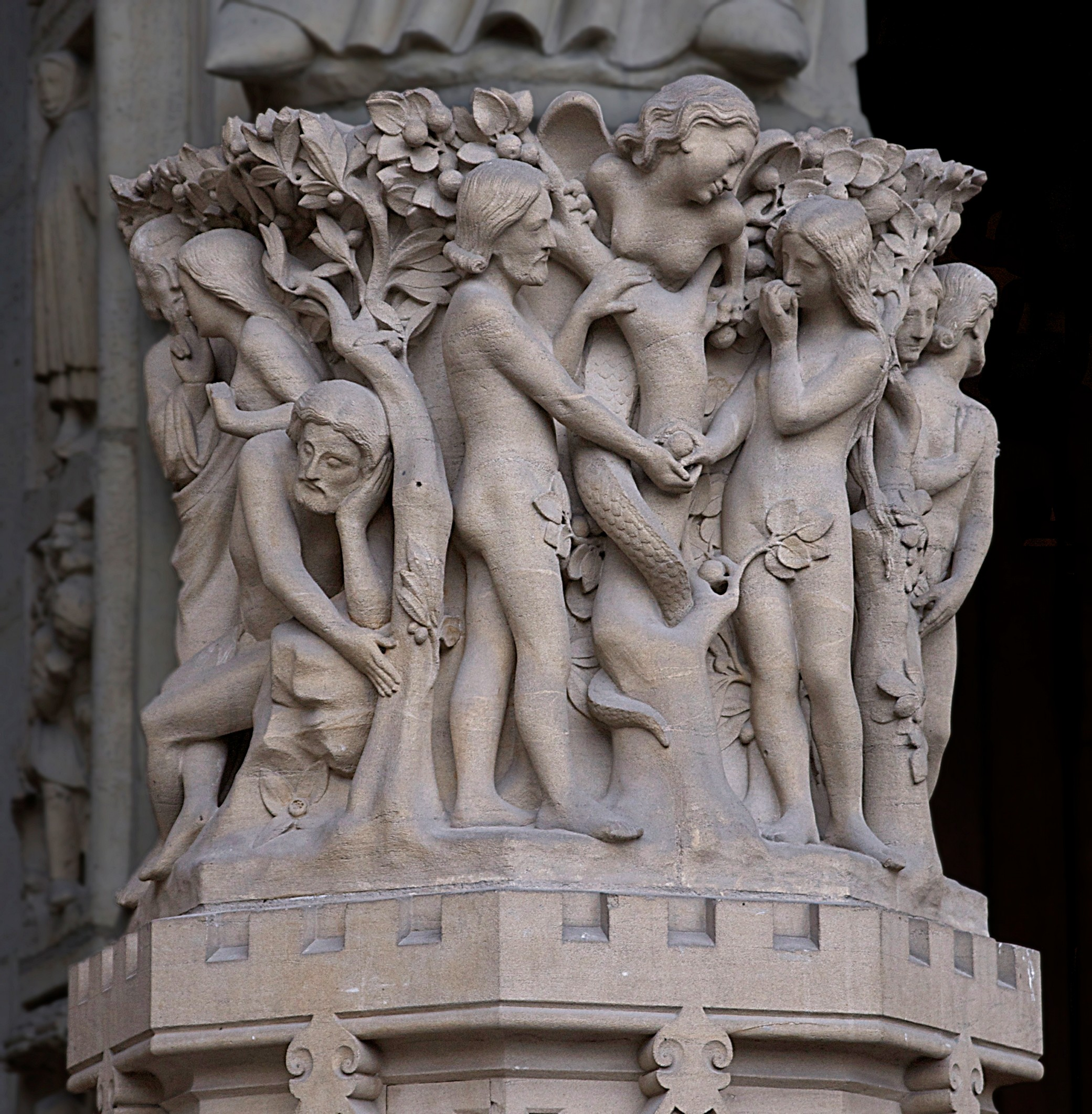
노트르담 대성당 입구에서 아담과 하와, 암컷 뱀

사람의 타락( - 墮落, 영어: fall of man) 또는 아담의 타락( - 墮落, 영어: fall of Adam) 혹은 단순히 타락(墮落, 영어: the Fall)은 기독교에서 '첫째 남자와 여자'인 아담과 하와가 하느님에의 순수한 순종 상태에서 유죄 불순종 상태로의 전환을 설명하는 데 쓰이는 용어이다. 성경에 언급되지는 않았지만, 타락의 교리는 창세기 3장에 대한 성경 해석에서 비롯된 것이다. 처음에 아담과 하와는 에덴 동산에서 하느님과 함께 살았지만, 뱀은 그들을 신이 금지한 선악을 알리는 나무에서 열매를 먹게 유혹했다. 그렇게 한 뒤에, 그들은 벌거벗음을 부끄러워했고, 하느님은 그들이 생명 나무에서 먹지 않고 불멸이 되지 않게 그들을 동산에서 추방하였다.
많은 기독교 교파에서 타락의 교리는 원죄와 밀접한 관련이 있다. 그들은 타락이 세상에 죄를 가져 왔고, 인간 본성을 포함한 모든 자연계를 타락 시켰으며, 모든 인간이 원죄를 갖고 태어났고, 이 상태에서 하느님의 은총 없이는 영생을 얻을 수 없다고 믿는다. 동방 정교회는 타락의 개념을 받아들이지만, 아들은 그의 아버지의 죄에 대한 죄가 없다는 Ezekiel 18:20 구절에 근거하여 원죄의 죄가 세대를 이어 전해졌다는 생각을 거부한다. 칼뱅주의 개신교인들은 예수가 자신의 생명을 선택을 위한 제물로 바쳤다고 믿으므로, 그들은 죄에서 상환 받을 수 있다. 유대교에는 "타락"이나 "원죄"라는 개념이 없으며 에덴 이야기에 대한 다양한 해석이 있다. 타락에 관한 신의 작정의 논리적 순서인 타락주의는, 일부 칼뱅주의자들에 의해 초타락 (전타락) 또는 하타락 (후타락)으로 구분된다.
에덴 동산 이야기와 사람의 타락은 아브라함 민족들 사이의 전통을 나타내며 특정 도덕적, 종교적 진실을 상징적으로 표현한다.

## 같이 보기
- 하늘소의 책
- 악마와의 거래
- 존 밀턴의 실낙원
- 신정론과 성경

## 참고 문헌
- Kugel, James L. (1998). 《Traditions of the Bible : a guide to the Bible as it was at the start of the common era》. Cambridge, Mass. [u.a.]: Harvard University Press. ISBN 9780674791510.
- Woo, B. Hoon (2014). “Is God the Author of Sin?—Jonathan Edwards’s Theodicy”. 《Puritan Reformed Journal》 6 (1): 98–123.
- Thompson, William Irwin, The Time Falling Bodies Take to Light: Mythology, Sexuality and the Origins of Culture, 1981, 2001 ISBN 0-312-80512-8.